# Morthond
El Morthond es un río ficticio que pertenece al legendarium del escritor británico J. R. R. Tolkien y que aparece en su novela El Señor de los Anillos. 

## Geografía
Está ubicado en el sur del reino de Gondor, en la Tierra Media, y nace en las Montañas Blancas, a la altura de la salida del Sendero de los Muertos, en un valle oscuro en las montañas justo al sur de Edoras llamado Mornan y por un largo trecho avanzaba bajo la sombra de dos grandes montañas, y “(...)a través de él pasaba el camino desde la Puerta de los Muertos…” para luego descender, (...)en brusca pendiente entre dos riscos verticales, como hojas de cuchillo contra el cielo lejano...”
Es un río largo que en su naciente y todavía como arroyo, recorría la larga y oscura hondonada que nacía en la Puerta de los Muertos; para descender al valle en numerosas cascadas. Atravesaba el Valle del Morthond y se podía cruzar por un puente de piedra que unía el final del Sendero de los Muertos, con el camino que bajaba al desfiladero de Tarlang. Desciende hacia el sudeste y se une al Ringló muy cerca de su desembocadura en el mar, en un pequeño estuario, en la Bahía Puerto Cobas y a unas cincuenta millas al norte, de los muros de Dol Amroth, en la Bahía de Belfalas.
En su largo recorrido recibe el aporte de muchos ríos provenientes de distintos puntos de las Montañas del Cuerno Blanco y de las colinas de Pinnath Gelin siendo el más importante el río Calenhir. 

## Historia
La Compañía Gris descendió por el Valle del Morthond en su camino a Erech, provocando el terror de los habitantes del lugar, quienes gritaban “(...)-¡El Rey de los Muertos! ¡El Rey de los Muertos marcha sobre nosotros!”
En el año 3019 de la Tercera Edad, el valle estaba gobernado por Duinhir el Alto, quién acudiría a la llamada de auxilio de su señor Denethor II, asediado en Minas Tirith. Partió junto a sus dos hijos Derufin y Duilin, con una hueste de 500 arqueros de su región. Ambos hijos fallecieron en la Batalla de los Campos de Pelennor aplastados por los mûmakil, a los que trataban de derribar disparándoles a los ojos con sus flechas. Duinhir, por su parte, sobrevivió a la batalla.

## Etimología
Morthond significa en sindarin “Raíz Negra”, palabra compuesta por el elemento _morn_ que significa “negra”, “oscura”; raíz mor- y el elemento _thond_ que significa “raíz”; base ¿*thud? 
- Datos: Q4592698